# Đứt gãy Alpine

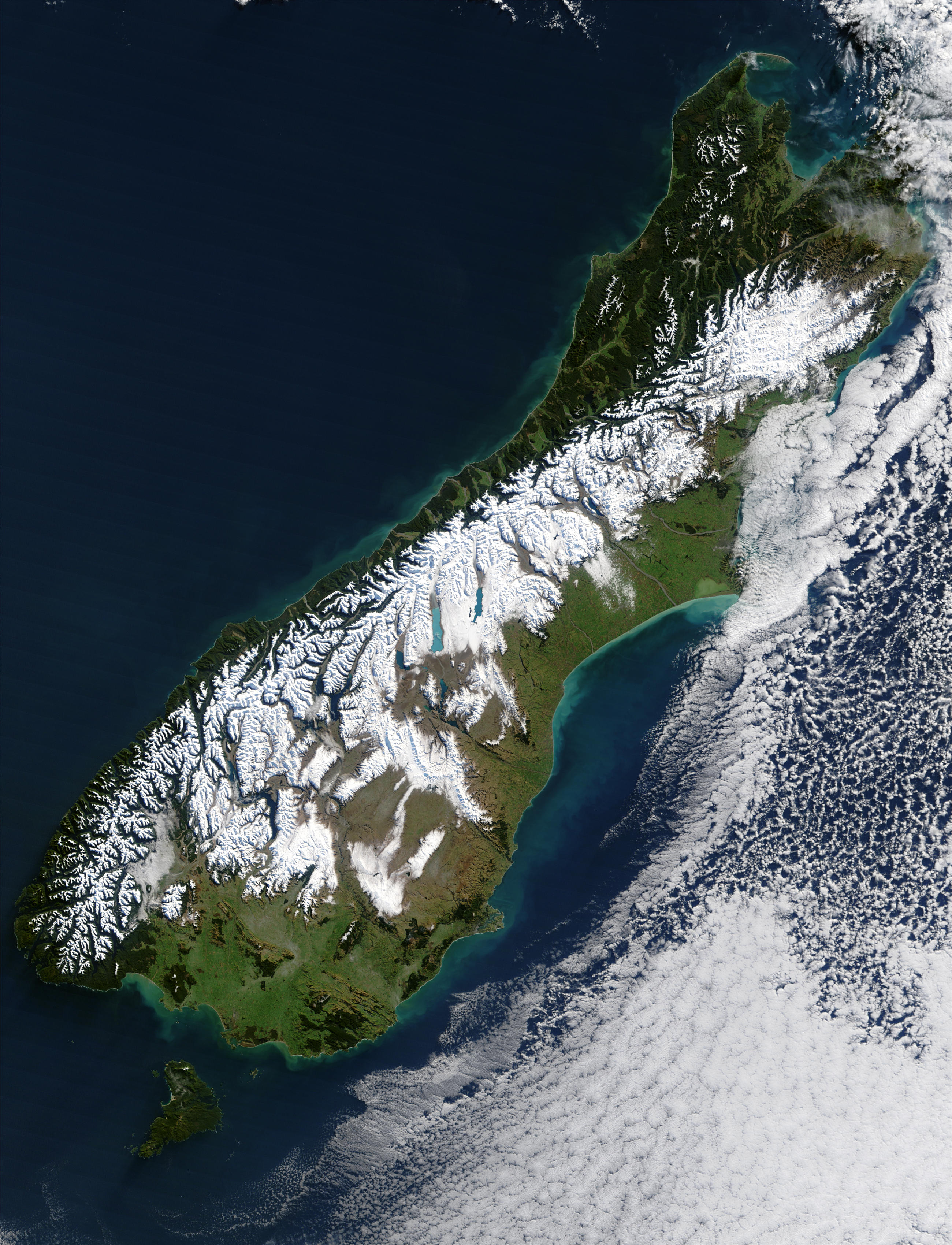
Đứt gãy Alpine nhìn rất rõ từ vũ trụ, chạy dọc theo rìa phía tây của miền Nam Alps từ bờ biển tây nam đến góc đông bắc của South Island.

Bản đồ lục địa Zealandia

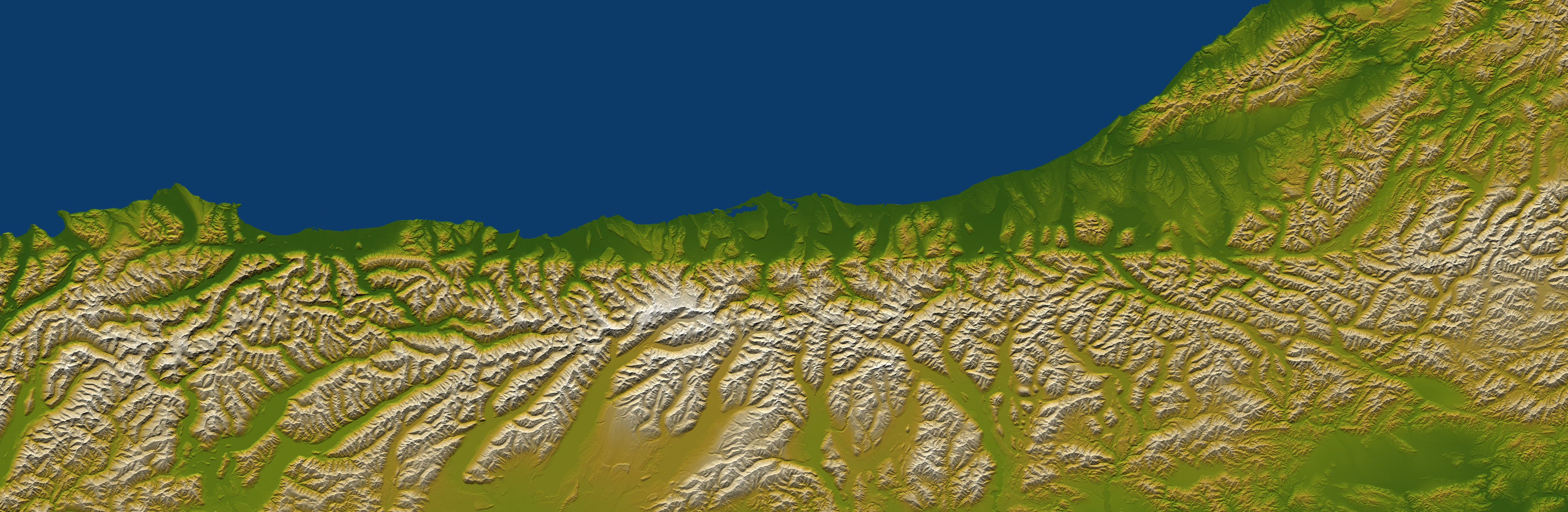
Bản đồ độ cao bằng màu thể hiện đứt gãy Alpine ảnh hưởng đến địa hình của bờ biển Tây, South Island. Đứt gãy kéo dài 495 km (307 mi); phía tây nam là đỉnh.

Đứt gãy Alpine là một đứt gãy trượt bằng thuận, kéo dài trên hầu hết các phần thuộc South Island New Zealand. Nó hình thành một ranh giới chuyển dạng giữa mảng Thái Bình Dương và mảng Ấn-Úc. Các trận động đất dọc theo đứt gãy liên quan đến các dịch chuyển xuất hiện ở Nam Alps. Phần nâng phía đông nam của đứt gãy là do yếu tố hội tụ giữa các mảng mà đứt gãy có sự chuyển hướng chéo tạo thành một góc lớn với các phần dịch chuyển của nó.
Đứt gãy Alpine được tin là thẳng hàng với đớt đứt gãy Macquarie trong rãnh Puysegur thuộc góc phía tây nam của South Island. Từ đây, đứt gãy Alpine chạy dọc theo rìa phía tây của miền man Alps, sau đó tách thành ba đứt gãy chạy song song nhau ở phía bắc của hẻm núi Arthur, sau đó sáp nhập vào đới hút chìm Kermadec-Tonga ở rãnh Hikurangi ngoài khơi bờ biển North Island.
Tốc độ trượt trung bình tại vùng trung tâm đứt gãy vào khoảng 30mm/năm, là giá trị rất cao so với các tiêu chuẩn toàn cầu .

## Các trận động đất lịch sử
Đứt gãy Alpine và các nhánh của nó đã tạo ra những trận động đất lịch sử:
- Động đất Marlborough năm 1848. Độ lớn ước tính = 7.5.
- Động đất North Canterbury năm 1888. Độ lớn ước tính = 7.3.
- 1929 - Arthur's Pass. Độ lớn ước tính = 7.1.
- 1929 - Murchison. Độ lớn ước tính = 7.8.
- 1968 - Inangahua. Độ lớn ước tính = 7.1.
- 2003 - Fiordland. Độ lớn ước tính = 7.1.

## Các gián đoạn địa chấn chính
Trong vòng hơn 1000 năm qua, có 4 lần gián đoạn chính dọc theo đứt gãy Alpine gây nên các trận động đất có độ lớn khoảng 8. Các trận động đất xảy ra vào khoảng năm 1100, 1450, 1620 và 1717 sau CN, với khoảng gián đoạn nằm trong khoảng 100 và 350 năm. Có 1717 rung động xuất hiện trong thời gian gián đoạn chính trên gần 400 km của 2/3 phần phía nam của đứt gãy. Các nhà khoa học cho rằng một trận động đất tương tự có thể xảy ra vào bất kỳ lúc nào kể từ sau năm 1717 với khoảng thời gian gián đoạn có thể lâu hơn hoặc sớm hơn.